# Mikki Moore
Clinton Renard „Mikki“ Moore (* 4. November 1975 in Gaffney, South Carolina) ist ein ehemaliger US-amerikanischer Basketballspieler, der von 1998 bis 2012 in der NBA aktiv war.
Moore wurde im NBA-Draft 1998 von keinem Team ausgewählt und gelang nach seiner Zeit als an der University of Nebraska 1998 als Free Agent in die Liga. Dort spielte unter anderen für die Detroit Pistons, Boston Celtics, Seattle SuperSonics, Los Angeles Clippers, Sacramento Kings und die Golden State Warriors. Des Weiteren war er in anderen US-amerikanischen Ligen wie der CBA und NBA D-League aktiv. Seine Karrierestatistiken weisen 5,8 Punkte und 3,9 Rebounds pro Spiel in insgesamt 564 NBA-Spielen auf. Seine letzte Station in der NBA waren die Warriors im Jahr 2012.